# 阿沃讷
阿沃讷（法語：Avosnes，法語發音：[avon]）是法国科多尔省的一个市镇，属于蒙巴尔区。

## 地理
阿沃讷（47°21'56"N, 4°38'32"E）面积11.54 平方千米，位于法国勃艮第-弗朗什-孔泰大區科多尔省，该省份为法国中东部省份，北起奥布省，西接涅夫勒省和约讷省，南至索恩-卢瓦尔省，东南接汝拉省，东临上索恩省，东北部与上马恩省接壤。
与阿沃讷接壤的市镇（或旧市镇、城区）包括：奥克苏瓦地区维利、萨夫尔、圣梅曼、安塞勒弗朗、舍瓦奈、马尔瑟卢瓦。

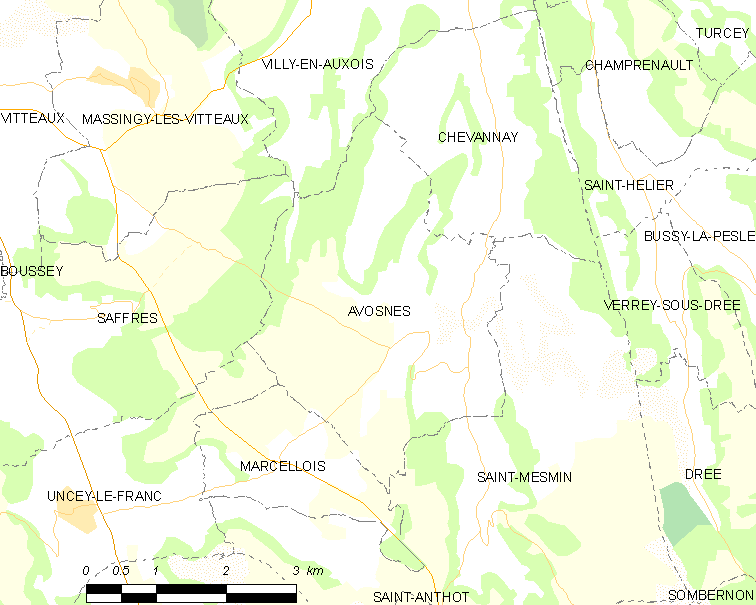
阿沃讷的OSM定位图

阿沃讷的时区为UTC+01:00、UTC+02:00（夏令时）。

## 行政
阿沃讷的邮政编码为21350，INSEE市镇编码为21040。

## 政治
阿沃讷所属的省级选区为欧苏瓦地区瑟米尔县。

## 人口

1962-2008年间阿沃讷人口变化图示

阿沃讷于2022年1月1日时的人口数量为88人。